# Глазер, Лив
Лив Гла́зер (норв. Liv Glaser; род. 23 сентября 1935, Осло) — норвежская пианистка. 

## Биография
Дочь скрипача Эрнста Глазера и пианистки Кари Орволл. Начала учиться музыке в Осло у Роберта Рифлинга, затем занималась в Париже у Марселя Чампи и Владо Перлмутера, в Москве у Льва Оборина, совершенствовала своё мастерство под руководством Илоны Кабош и Вильгельма Кемпфа. Дебютировала как концертный пианист в 1960 году в Бергене.
Записи Глазер выполнены в традициях исторически информированного исполнительства: 18 сонат Вольфганга Амадея Моцарта записаны ею на хаммерклавире, сочинения Муцио Клементи и Эдварда Грига — на инструментах, изготовленных во время жизни и творчества авторов. Исторические клавиры использованы и в записи альбома с произведениями Франца Шуберта и Роберта Шумана, которую Глазер выполнила вместе со своим сводным братом, виолончелистом Эрнстом Симоном Глазером. Альбом они посвятили памяти отца.
Преподаёт в Норвежской музыкальной академии с её основания (1973), c 1994 года — профессор.
Лауреат ведущих норвежских музыкальных премий — Премии Гаммленга (1999) и Премии Линдемана (2004).
Дочь — детская писательница Карлотта Глазер Мунк (род. 1972).